# Leptotarsus (Tanypremna) kadeni
Leptotarsus (Tanypremna) kadeni is een tweevleugelige uit de familie langpootmuggen (Tipulidae). De soort komt voor in het Neotropisch gebied.